# Vicente Torrá Ferre
Vicenç Torra Ferre (17 de febrero de 1942 - 19 de julio de 2024) fue un físico español y antiguo profesor del departamento de física aplicada (ahora jubilado) de la Universidad Politécnica de Cataluña, especializado en caracterización de materiales, el estudio de transiciones de fase y de las aleaciones con memoria de forma. Fue distinguido con la medalla de la Real Sociedad Española de Física en 1980.

## Producción científica
Ha publicado más de 100 artículos en revistas científicas, sobre todo en el área de física de materiales. También ha presentado más de 130 comunicaciones en congresos y reuniones científicas.

## Publicaciones
Es coautor del libro "Des cordes aux ondelettes", junto a Bernard Escudié, Claude Gazanhes y Henri Tachoire, editado por Publications de l'université de Provence en 2002.
También ha publicado 32 capítulos de libro y varios informes de investigación.